# Ken Whittingham
Ken Whittingham est un réalisateur et producteur de télévision américain.

## Biographie
Ken Whittingham a notamment réalisé des épisodes des séries American Housewife, Gilmore Girls, Unbreakable Kimmy Schmidt, Ugly Betty, Still Standing, Community, Oui, chérie !, 30 Rock, Californication, Parks and Recreation, The Middle, The Mindy Project, Parenthood, The Bernie Mac Show, Scrubs, 2 Broke Girls, Tout le monde déteste Chris, Modern Family, Un gars du Queens, Leçons sur le mariage, The Office, Earl, Entourage, Suburgatory, Bless This Mess, Single Parents, American Housewife, Kenan, Arrête Papa, tu me fais honte ! et La Famille Upshaw.

## Distinctions
Ken Whittingham a remporté cinq NAACP Image Awards pour son travail sur les séries télévisées The Office, 30 Rock et Parks and Recreation.

## Filmographie partielle
Sauf indication contraire, les informations mentionnées dans cette section peuvent être confirmées par la base de données cinématographiques IMDb,  présente dans la section « Liens externes ».
- 1997 : Malcolm & Eddie, 4 épisodes
- 1998-2001 : Moesha, 4 épisodes
- 1999-2002 : The Amanda Show, 12 épisodes
- 2000-2003 : Les Parker (The Parkers), 14 épisodes
- 2001-2003 : Girlfriends, 4 épisodes
- 2001-2006 : One on One, 29 épisodes
- 2002 : Oui, chérie ! (Yes, Dear), 1 épisode
- 2002-2006 : The Bernie Mac Show, 11 épisodes
- 2002-2009 : Scrubs (Scrubs), 12 épisodes
- 2003-2006 : Un gars du Queens (The King of Queens), 3 épisodes
- 2005 : Une famille presque parfaite (Still Standing), 1 épisode
- 2005-2009 : Tout le monde déteste Chris (Everybody Hates Chris), 7 épisodes
- 2006-2009 : Earl (My Name Is Earl), 5 épisodes
- 2005-2010 : The Office, 9 épisodes
- 2006-2010 : Entourage, 10 épisodes
- 2006 : Jake In Progress, 1 épisode
- 2006 : Gilmore Girls, 1 épisode
- 2006 : Ugly Betty, 1 épisode
- 2009-2011 : The Middle, 10 épisodes
- 2009-2013 : 30 Rock, 6 épisodes
- 2010, 2013 : Royal Pains, 2 épisodes
- 2010-2014 : Parenthood, 6 épisodes
- 2010-2015 : Parks and Recreation, 8 épisodes
- 2010 : Community, 1 épisode
- 2011-2014 : Suburgatory, 10 épisodes
- 2013 : Raising Hope, 1 épisode
- 2014-2015 : Survivor's Remorse, 4 épisodes
- 2014-2019 : Black-ish, 10 épisodes
- 2016-2018 : Life in Pieces, 4 épisodes
- 2016-2020 : American Housewife, 7 épisodes
- 2017- : Grace et Frankie (Grace and Frankie), 12 épisodes
- 2018-2019 : Atypical, 3 épisodes
- 2021 : Arrête Papa, tu me fais honte ! (Dad Stop Embarrassing Me!), 6 épisodes
- 2021 : Kenan, 6 épisodes
- 2022 : Maggie, 1 épisode